# アトミック・カフェ
『アトミック・カフェ』（The Atomic Cafe）は、アメリカ人の映画監督ケヴィン・ラファティ、ジェーン・ローダー、ピアース・ラファティが1982年に公開した、核兵器に関するドキュメンタリー映画である。ニュース映画や政府所有のフィルム、ラジオ音声などにより構成され、一切のナレーションは排されている。

## 概要
使われている素材は、人類史上最初の核実験、広島・長崎への原爆投下、ビキニ核実験などの実際の映像のほか、アメリカ政府制作の反共プロパガンダ映画、ニュース映画、大統領の演説音声、ラジオ放送、民間防衛のための広報フィルムなど多岐にわたる。素材はいずれも編集されているが、全て実際に撮影・製作・放送されたものである。
監督のケヴィン・ラファティらは、もともとプロパガンダを中心とした映画を作るため、映像を入手するためにワシントンD.C.のアメリカ議会図書館、空軍基地などを訪ね歩いていた。やがて彼らは原爆関連のプロパガンダを主題とすることに決め、さらに5年の歳月をかけて映画を完成させた。
バックミュージックに流れるポップな音楽は、全て核兵器に関連した曲である。（少なくとも当時のアメリカでは）核兵器が「長い戦争を終わらせた兵器」というポジティブな認識があった時代の作品であり、また反共主義と人種差別意識に満ちているものも多い。音源は映画公開と同時にCDで発売されたが、現在では販売されていない。
1982年にアメリカで公開、翌1983年に日本で公開された。20年の歳月を経て、日本では2004年に東京・渋谷の映画館「ユーロスペース」などで再公開されたほか、同年12月に竹書房からDVDが発売された。限定のDVDセットには現代美術画家のヤノベケンジがデザインしたTシャツが含まれている。

## ストーリー
1945年の3つの核爆発（トリニティ実験、広島、長崎）から始まる「核の時代」。その象徴である原子爆弾は「最強の兵器」であり、アメリカ国民はその威力に酔いしれていた。翌1946年に中部太平洋ビキニ環礁で行われた公開核実験では、キノコ雲の下での壊滅的な破壊の様子が余すことなく伝えられた。しかし「人類のため」という大義名分の下に、広島や長崎の悲劇的な現実は隠され、ビキニの島々や人々を襲う破壊と放射能の脅威は、でたらめで曖昧な説明でしか伝えられなかった。ビキニから避難した島民は、二度と戻れなかった。
東ヨーロッパと極東アジアに冷戦の構図が広がる中、1949年にソビエトが原爆開発に成功した。アメリカ対ソビエトの核戦争の脅威が現実のものとなった。アメリカ社会は反共主義、マッカーシズムの波に覆われていく。原爆スパイと疑われたローゼンバーグ夫妻は電気椅子で処刑され、1950年の朝鮮戦争では北朝鮮領内への原爆投下が検討される。
その必要性が問われる中、1950年代初頭には米ソ双方が水素爆弾を開発し、「最悪の場合」の破壊の規模が何十倍にもなった。アメリカでは原爆を利用した軍事訓練が行われ、大勢の兵士がきのこ雲を目指して突進した。彼らアトミック・ソルジャーに対し、放射能は「一番どうでもいいもの」と説明された（その後、大勢の兵士が放射線障害に蝕まれていく）。
1954年には日本のマグロ漁船「第五福竜丸」が、アメリカの水爆実験に巻き込まれた。核兵器が世界を救うものなのかということについて疑問が起こり始める。そして核戦争に対する恐怖はアメリカ社会の隅々にまで広がっていく。亀のバート君が登場する子供向けの民間防衛フィルム『ダック&カヴァー（Duck and Cover・さっと隠れて頭を覆え）』が子供たちに原爆への対処法を説明する。家庭用の核兵器用シェルターが売れていく。そして、いざというときは…。

## アトミック・カフェ・フェスティバル
アトミック・カフェ・フェスティバル（ACF）は、映画『アトミック・カフェ』の上映運動に由来するフェスティバルであり、日本で1984年に開始した。
「音楽を通じて反核・脱原発を訴えていく」がテーマのイベントで、1980年代には加藤登紀子、浜田省吾、宇崎竜童、尾崎豊、THE BLUE HEARTS、ルースターズ、ECHOES、BOØWYらが出演していた。1984年に日比谷野外大音楽堂で開催された第1回目のライブでは、尾崎豊が高さ7メートルの照明から飛び降り左足を骨折するも、ステージに這いつくばりながら「Scrambling Rock'n'Roll」を最後まで歌い続けたという有名なエピソードが残っている。1980年代の最後の開催は1987年であった。
2011年のフジロックフェスティバルでアトミック・カフェ・フェスティバルは復活した。フジロックでの開催場所はバイオディーゼル燃料や太陽光などを電源に使用するNew Power Gear Field/AVALONエリアにあるGYPSY AVALONステージとNGOヴィレッジの2か所。
2016年には平和安全法制に関する企画が行われ、SEALDsの奥田愛基と、ジャーナリストの津田大介がトークライブを行った。
2019年には普天間基地移設問題をアピールするため、玉城デニー沖縄県知事が出演し、歌を披露したのち、津田大介や、ORANGE RANGEのYOH、一橋大学大学院生の元山仁士郎とトークライブを行った。

## 参考資料
- 「アトミック・カフェ」ガイドブック（2004年版）